# Diocesi di La Dorada-Guaduas
La diocesi di La Dorada-Guaduas (in latino: Dioecesis Aureatensis-Guaduensis) è una sede della Chiesa cattolica in Colombia suffraganea dell'arcidiocesi di Manizales. Nel 2021 contava 345.570 battezzati su 400.000 abitanti. È retta dal vescovo Hency Martínez Vargas.

## Territorio

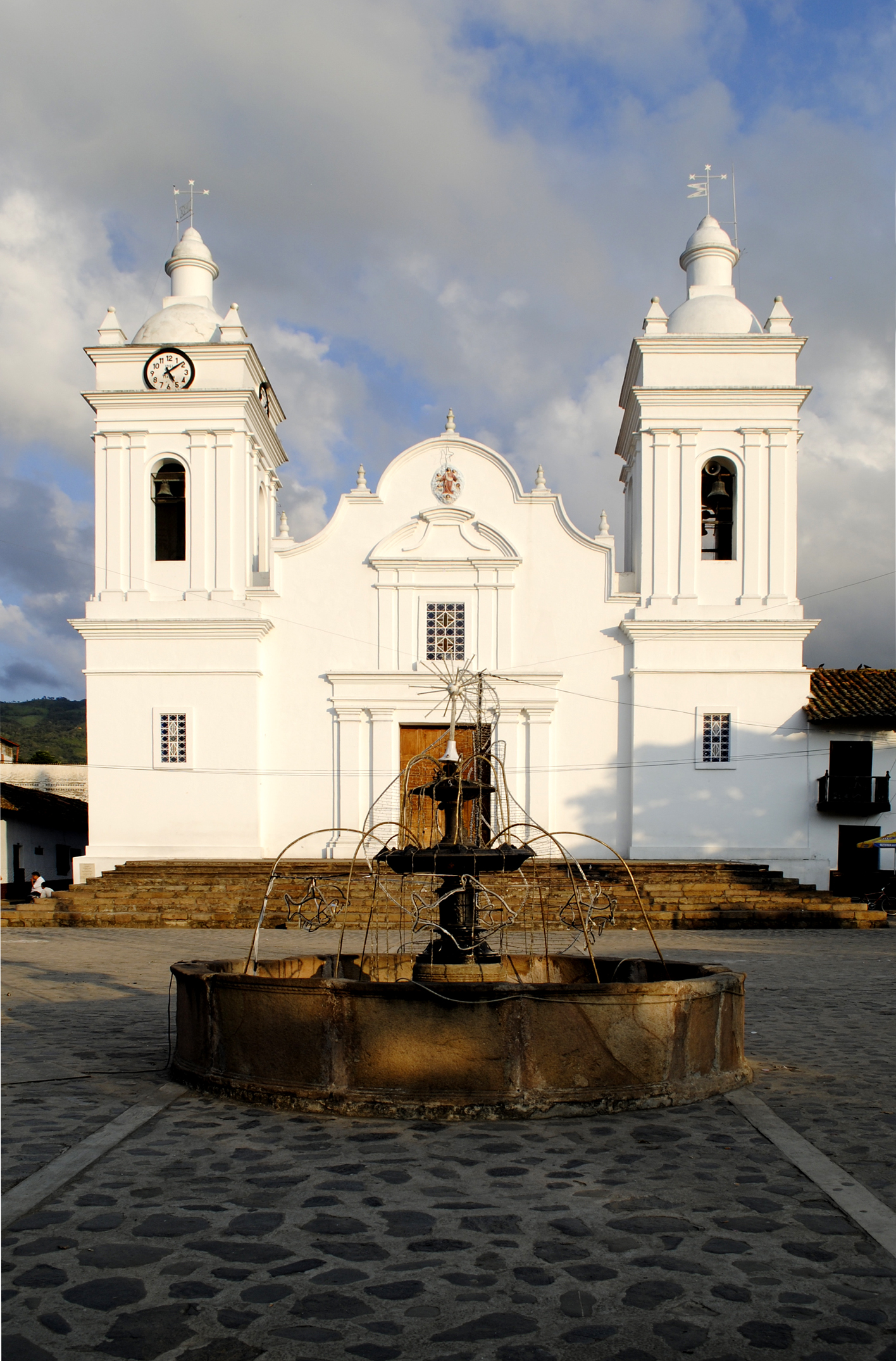
La concattedrale di San Michele a Guaduas.

La diocesi è ubicata in 4 dipartimenti colombiani e comprende i seguenti territori:
- nel dipartimento di Caldas i comuni di La Dorada, Manzanares, Marquetalia, Norcasia, Pensilvania, Samaná, Victoria, e il distretto di Montebonito nel comune di Marulanda;
- nel dipartimento di Cundinamarca i comuni di Caparrapí, Chaguaní, Guaduas, La Palma, Puerto Salgar e Yacopí;
- nel dipartimento di Antioquia il comune di Puerto Triunfo e i distretti di La Danta e San Miguel del comune di Sonsón;
- nel dipartimento di Boyacá il comune di Puerto Boyacá.

Sede vescovile è la città di La Dorada, dove si trova la cattedrale di Nostra Signora del Carmelo. A Guaduas sorge la concattedrale di San Michele.
Il territorio si estende su una superficie di 8.040 km² ed è suddiviso in 43 parrocchie.

## Storia
La diocesi è stata eretta il 29 marzo 1984 con la bolla Quod iure di papa Giovanni Paolo II, ricavandone il territorio dalle diocesi di Barrancabermeja e di Facatativá e dall'arcidiocesi di Manizales.

## Cronotassi dei vescovi
Si omettono i periodi di sede vacante non superiori ai 2 anni o non storicamente accertati.
- Fabio Betancur Tirado † (29 marzo 1984 - 15 ottobre 1996 nominato arcivescovo di Manizales)
  - Sede vacante (1996-1999)
- Óscar Aníbal Salazar Gómez (5 giugno 1999 - 13 gennaio 2019 ritirato)
- Hency Martínez Vargas, dal 13 gennaio 2019

## Statistiche
La diocesi nel 2021 su una popolazione di 400.000 persone contava 345.570 battezzati, corrispondenti all'86,4% del totale.
| anno | popolazione | popolazione | popolazione | presbiteri | presbiteri | presbiteri | presbiteri                | diaconi | religiosi | religiosi | parrocchie |
| anno | battezzati  | totale      | %           | numero     | secolari   | regolari   | battezzati per presbitero | diaconi | uomini    | donne     | parrocchie |
| ---- | ----------- | ----------- | ----------- | ---------- | ---------- | ---------- | ------------------------- | ------- | --------- | --------- | ---------- |
| 1990 | 372.000     | 382.000     | 97,4        | 48         | 43         | 5          | 7.750                     | 1       | 5         | 93        | 33         |
| 1999 | 290.000     | 340.000     | 85,3        | 55         | 53         | 2          | 5.272                     |         | 2         | 72        | 39         |
| 2000 | 290.000     | 340.000     | 85,3        | 57         | 55         | 2          | 5.087                     |         | 2         | 60        | 38         |
| 2001 | 290.000     | 340.000     | 85,3        | 57         | 57         |            | 5.087                     |         |           | 60        | 41         |
| 2002 | 290.000     | 340.000     | 85,3        | 62         | 62         |            | 4.677                     |         |           | 60        | 41         |
| 2003 | 290.000     | 340.000     | 85,3        | 61         | 61         |            | 4.754                     |         |           | 55        | 42         |
| 2004 | 294.000     | 345.000     | 85,2        | 66         | 66         |            | 4.454                     |         |           | 55        | 42         |
| 2013 | 333.000     | 389.000     | 85,6        | 84         | 84         |            | 3.964                     |         | 3         | 42        | 40         |
| 2016 | 344.870     | 402.518     | 85,7        | 86         | 86         |            | 4.010                     |         | 3         | 33        | 43         |
| 2019 | 341.600     | 395.400     | 86,4        | 106        | 104        | 2          | 3.222                     |         | 6         | 38        | 47         |
| 2021 | 345.570     | 400.000     | 86,4        | 115        | 113        | 2          | 3.004                     |         | 5         | 30        | 43         |